# Fatih-Moschee (Düren)

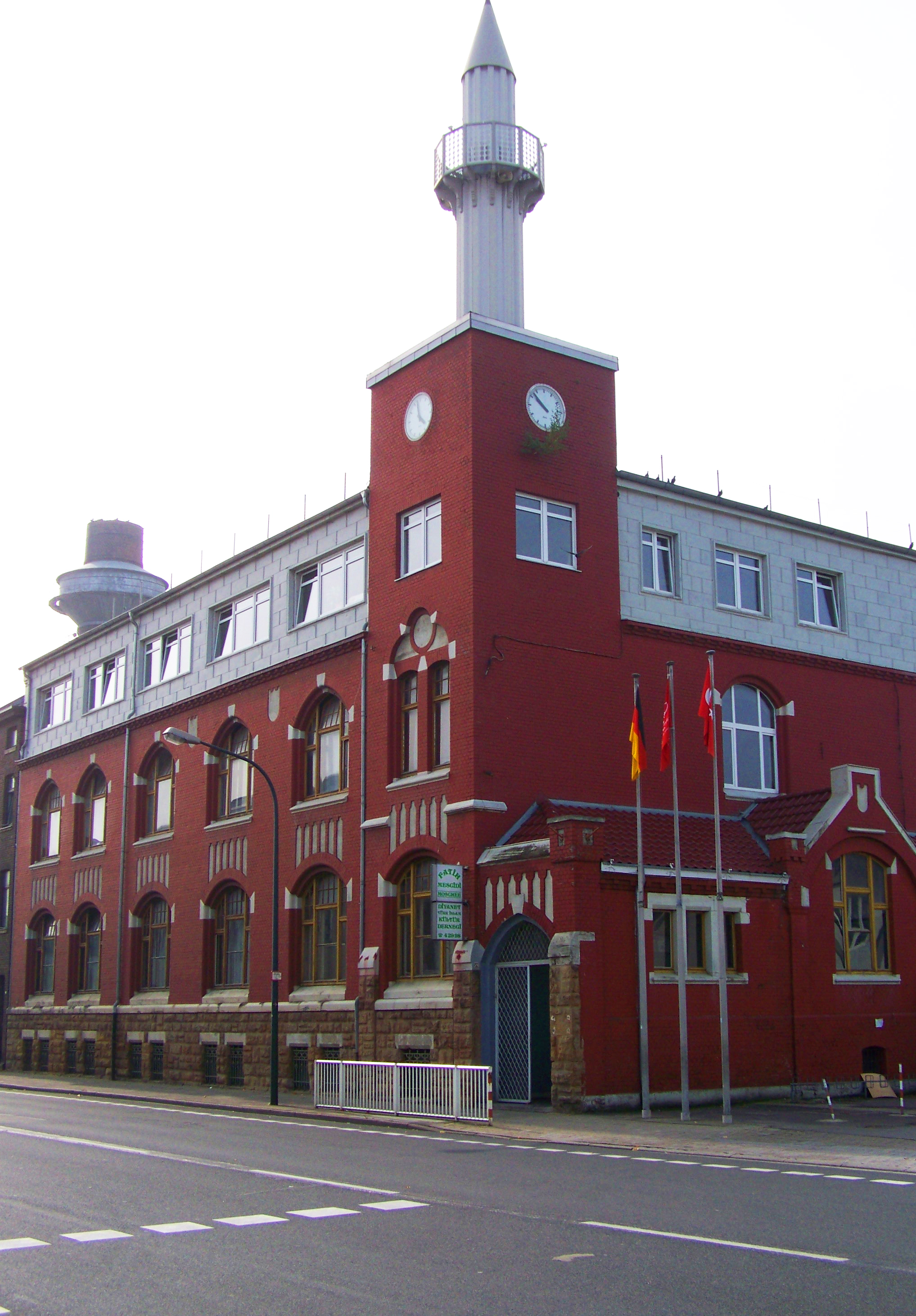
Eingang der Fatih-Moschee

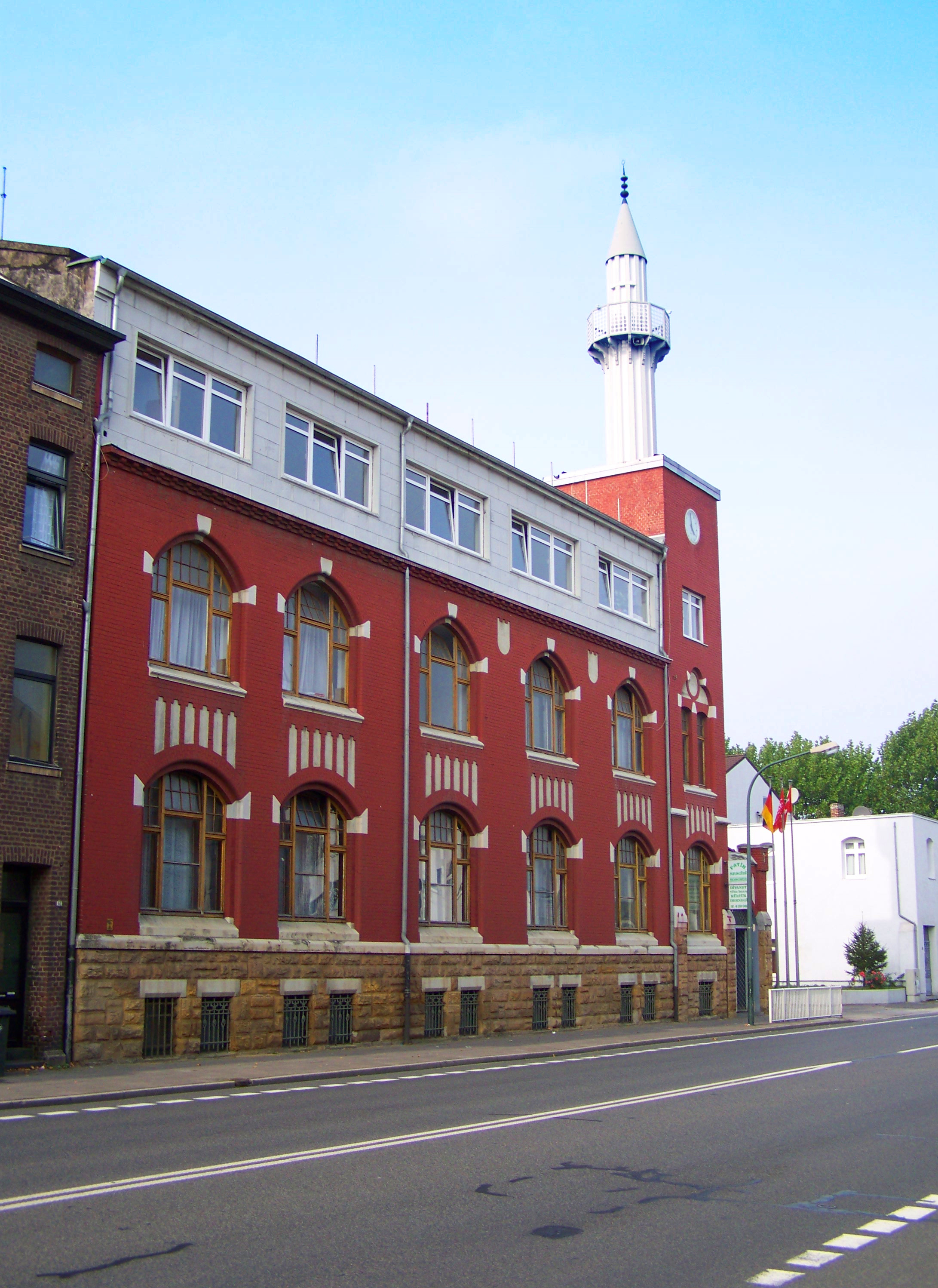
Fatih-Moschee in Düren-Nord

Die Fatih-Moschee (deutsch „Eroberer-Moschee“) ist die größte Moschee in Düren. Sie befindet sich in der Veldener Straße im Stadtteil Düren-Nord direkt neben dem Kultur-Zentrum Endart Düren.
Der offizielle Name der Moschee lautet DİTİB Fatih Camii, sie ist benannt nach Mehmed II. Eigentümer ist der Verein Diyanet Türkisch Islamischer Kultur Verein e.V.
Das 1992 errichtete Minarett ist das einzige in Düren, obwohl es noch mehrere andere, kleinere Moscheen gibt. Aufgrund der Unterstützung der Ahbash (Bildungsverein Düren e.V.) und gemeinsamer Zusammenarbeit mehrerer Dachverbände und islamischer Organisationen erfolgt der Adhān (Gebetsruf) dreimal täglich öffentlich. Die öffentlichen Gebetsrufe, nach einer Klage ab 1985 erlaubt, gab es in den Jahren der Einrichtung des Gotteshauses fast nirgendwo in Deutschland. Die Moschee wurde in den 1980er Jahren im ehemaligen Verwaltungsgebäude der Dürener Metallwerke eingerichtet, das 1906 nach Plänen des Dürener Architekten Gustav Börstinghaus errichtet worden ist.
Die Moschee ist unter Nr. 1/109 in die Denkmalliste der Stadt Düren eingetragen.
Im September 2016 erhielt die Moschee eine neue Außenbeleuchtung, ebenso die Kirche St. Joachim.